# David Belenguer i Reverter
David Belenguer i Reverter (Vilassar de Mar, 17 de desembre de 1972) és un futbolista català ja retirat. El seu últim club fou el Reial Betis.
Fou propietari del CD Tondela de la lliga portuguesa des del 2018 fins al 2022.